# Wangjiaxu (sockenhuvudort i Kina, Jiangxi Sheng, lat 28,54, long 115,31)
Wangjiaxu är en sockenhuvudort i Kina. Den ligger i provinsen Jiangxi, i den sydöstra delen av landet, omkring 58 kilometer väster om provinshuvudstaden Nanchang. Antalet invånare är 11 528. Befolkningen består av 5 459 kvinnor och 6 069 män. Barn under 15 år utgör 19,0 %, vuxna 15-64 år 71 %, och äldre över 65 år 8,0 %.
Runt Wangjiaxu är det tätbefolkat, med 331 invånare per kvadratkilometer. Närmaste större samhälle är Shinao, 16,5 km söder om Wangjiaxu. Trakten runt Wangjiaxu består till största delen av jordbruksmark.
Genomsnittlig årsnederbörd är 2 092 millimeter. Den regnigaste månaden är maj, med i genomsnitt 337 mm nederbörd, och den torraste är oktober, med 32 mm nederbörd.